# Маневич, Абрам Эммануилович
Абрам Эммануилович Маневич (25 ноября 1904 — 14 февраля 1940, Гомель) — советский шахматист, мастер спорта СССР (1939). Бухгалтер.

## Биография
Жил в Гомеле. Выдвинулся в белорусских соревнованиях.
Первую медаль чемпионата Белорусской ССР завоевал в 1925 г. В чемпионате 1928 г. занял 5-е место. В 1933 и в 1938 гг. завоевал звание чемпиона БССР (в турнире 1938 г. занял 2-е место после игравшего вне конкурса А. А. Лилиенталя), в 1936 г. занял 3 место, в 1937 г. разделил 3—5 места, в 1939 г. был вторым. Во всесоюзном турнире кандидатов в мастера (1939) вышел победителем одной из групп и получил звание мастера.
В составе сборной Белорусской ССР стал победителем всесоюзного командного турнира 1927 г., прообраза командных чемпионатов СССР. В 1929 г. помог команде завоевать 3-е место в аналогичном турнире.
Похоронен в Гомеле на Прудковском кладбище, одном из самых старых еврейских кладбищ города.

## Спортивные результаты
| Год       | Город          | Соревнование                                                     | +  | − | = | Результат | Место             |
| --------- | -------------- | ---------------------------------------------------------------- | -- | - | - | --------- | ----------------- |
| 1925      | Минск          | Чемпионат Белорусской ССР                                        |    |   |   | 7 из 11   | 4—5               |
| 1926      | Гомель         | Первенство Гомеля                                                |    |   |   | 18 из 19  | 1                 |
| 1927      | Москва         | Всесоюзный командный турнир (сборная Белорусской ССР, 3-я доска) |    |   |   |           | Команда — чемпион |
| 1927      | Гомель         | Первенство Гомеля                                                |    |   |   | 16 из 16  | 1                 |
| 1928      | Гомель         | Первенство Гомеля                                                |    |   |   |           |                   |
|           | Могилев        | Командное первенство Белорусской ССР (сборная Гомеля, 1-я доска) |    |   |   |           | Команда — 2-я     |
|           | Минск          | Чемпионат Белорусской ССР                                        | 6  | 4 | 3 | 7½ из 13  | 5                 |
| 1929      | Одесса         | Всесоюзный командный турнир (сборная Белорусской ССР, 2-я доска) |    |   |   | 3½ из 10  | Команда — 3-я     |
| 1933      | Минск          | Чемпионат Белорусской ССР                                        | 7  | 0 | 4 | 9 из 11   | 1                 |
| 1934      | Минск          | Чемпионат Белорусской ССР                                        | 9  | 5 | 1 | 9½ из 15  | 6                 |
| 1936      | Москва         | Всесоюзный турнир I категории памяти Л. Я. Савицкого             |    |   |   |           |                   |
|           | Минск          | Чемпионат Белорусской ССР                                        |    |   |   |           | 3                 |
| 1936—1937 |                | Турнир по переписке № 137 журнала «Шахматы в СССР»               | 9  | 3 | 2 | 10 из 14  | 2                 |
| 1937      | Минск          | Чемпионат Белорусской ССР                                        |    |   |   | 7 из 11   | 3—5               |
| 1937—1938 |                | 2-й турнир по переписке мастеров и I категории                   | 6  | 3 | 3 | 7½ из 12  | 4                 |
| 1938      | Минск          | Чемпионат Белорусской ССР                                        | 10 | 3 | 0 | 10 из 13  | 2                 |
|           | Горький        | Всесоюзный турнир I категории (группа № 2)                       | 3  | 8 | 2 | 4 из 13   | 12                |
| 1939      | Минск          | Чемпионат Белорусской ССР                                        | 7  | 3 | 3 | 8½ из 13  | 2                 |
|           | Ростов-на-Дону | Всесоюзный турнир кандидатов в мастера спорта (группа № 2)       | 7  | 2 | 4 | 9 из 13   | 1                 |